# Sophie-Charlotte-Platz
Der Sophie-Charlotte-Platz ist ein gartenähnlicher Stadtplatz im Berliner Ortsteil Charlottenburg.

## Lage
Im Platz mündet das südliche Ende der Schloßstraße, der Sichtachse die am nördlichen Ende auf den Ehrenhof vor dem Schloss Charlottenburg zuläuft. Im Süden wird er durch den  Kaiserdamm begrenzt, im Westen durch die gleichnamige Straße und im Norden durch den Horstweg.

## Geschichte und Bauwerke (Auswahl)
Der Platz wurde 1892 angelegt und nach Königin Sophie-Charlotte benannt, die das nahegelegene Schloss Charlottenburg, zu ihrer Zeit noch Lützenburg genannt, zu ihrer Residenz ausbauen ließ. Nach ihrem Tod wurde das Schloss nach ihr umbenannt. Später war es namensgebend für die Stadt Charlottenburg, die heute ein Ortsteil von Berlin ist.
Im Jahr 1908 eröffnete der gleichnamige U-Bahnhof. 1910 wurde der Platz neu gestaltet, mit Rasen, Rabatten, Hecken und Bäumen. In dieser Form ist er bis heute weitgehend erhalten geblieben, da die umliegende Gegend im Zweiten Weltkrieg kaum Schaden nahm. Allerdings ließen die Nazis in den 1930er Jahren die Schmuckportale der Untergrundbahn im Rahmen ihrer „Germania“-Planungen abreißen. Diese wurden nach Kriegsende nicht wieder hergestellt. Dem Platz ist nur das Grundstück Nr. 1 zugeordnet, das das Eckgebäude (Kaiserdamm 1 und Horstweg 42), einen Bereich des Landeskriminalamts und ein Polizeirevier beherbergt.

Gebäude um den Sophie-Charlotte-Platz
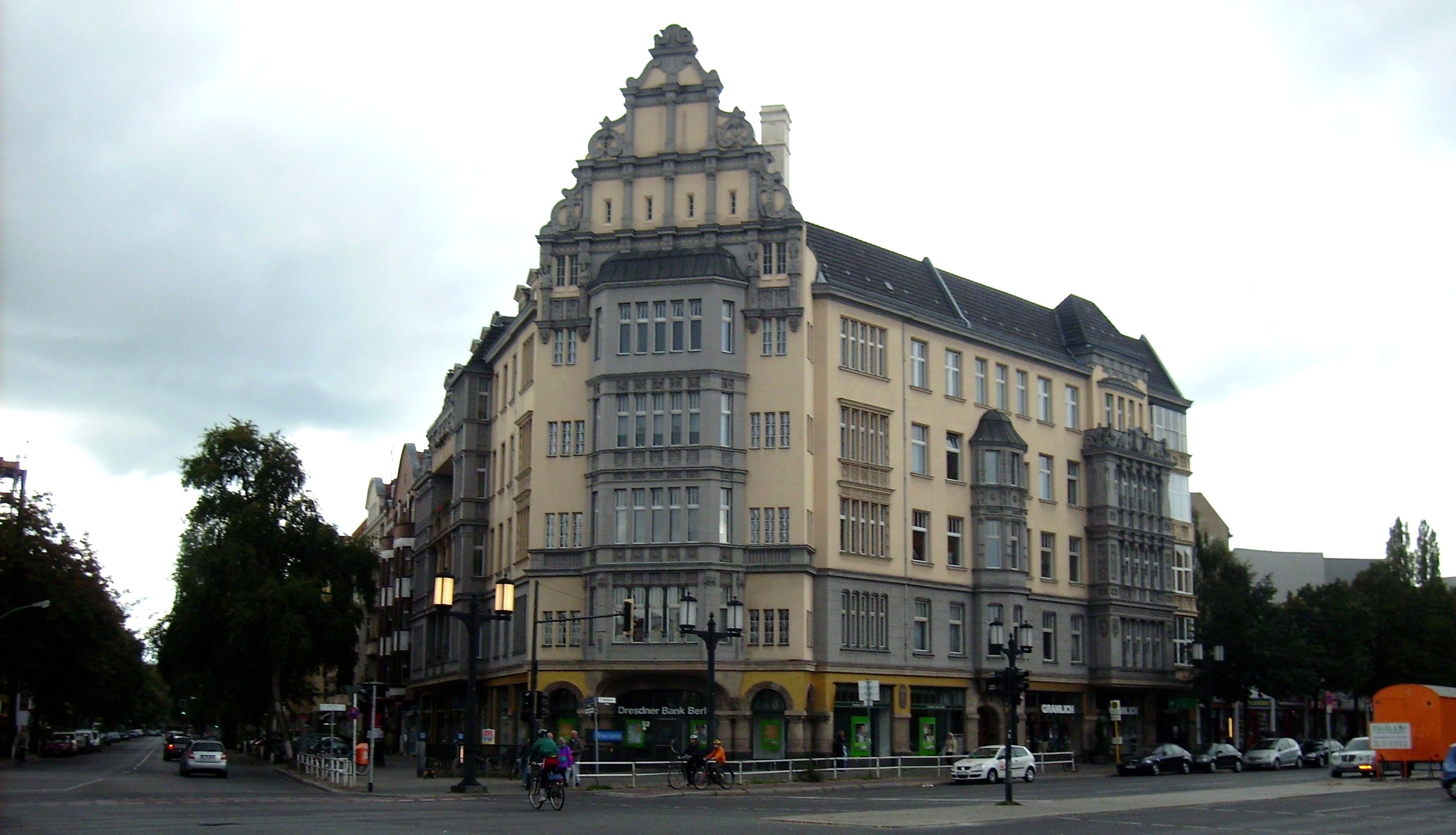
Kaiserzeitliches Eckhaus am Sophie-Charlotte-Platz
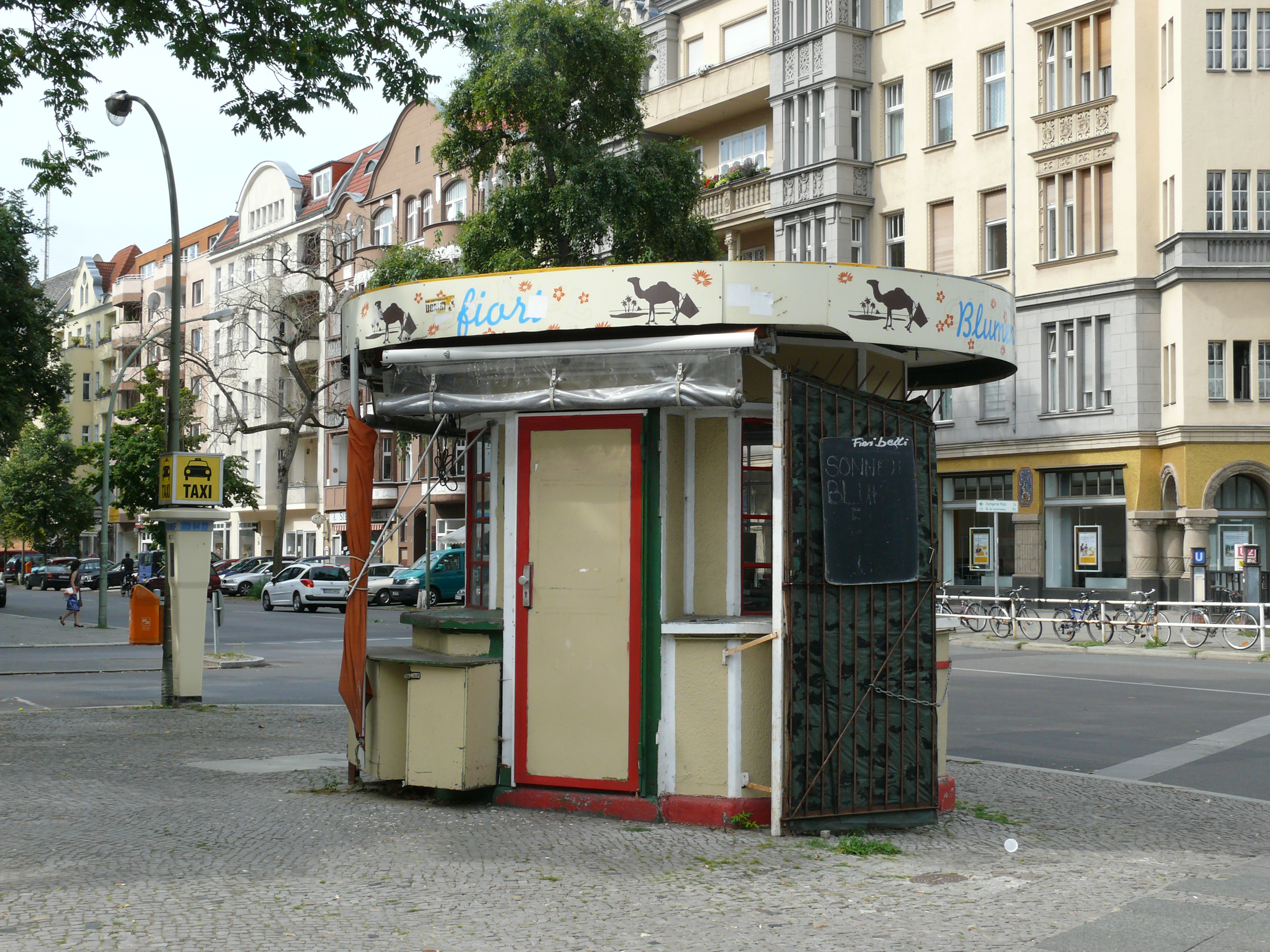
Kiosk Bismarckstraße 68 von Alfred Grenander
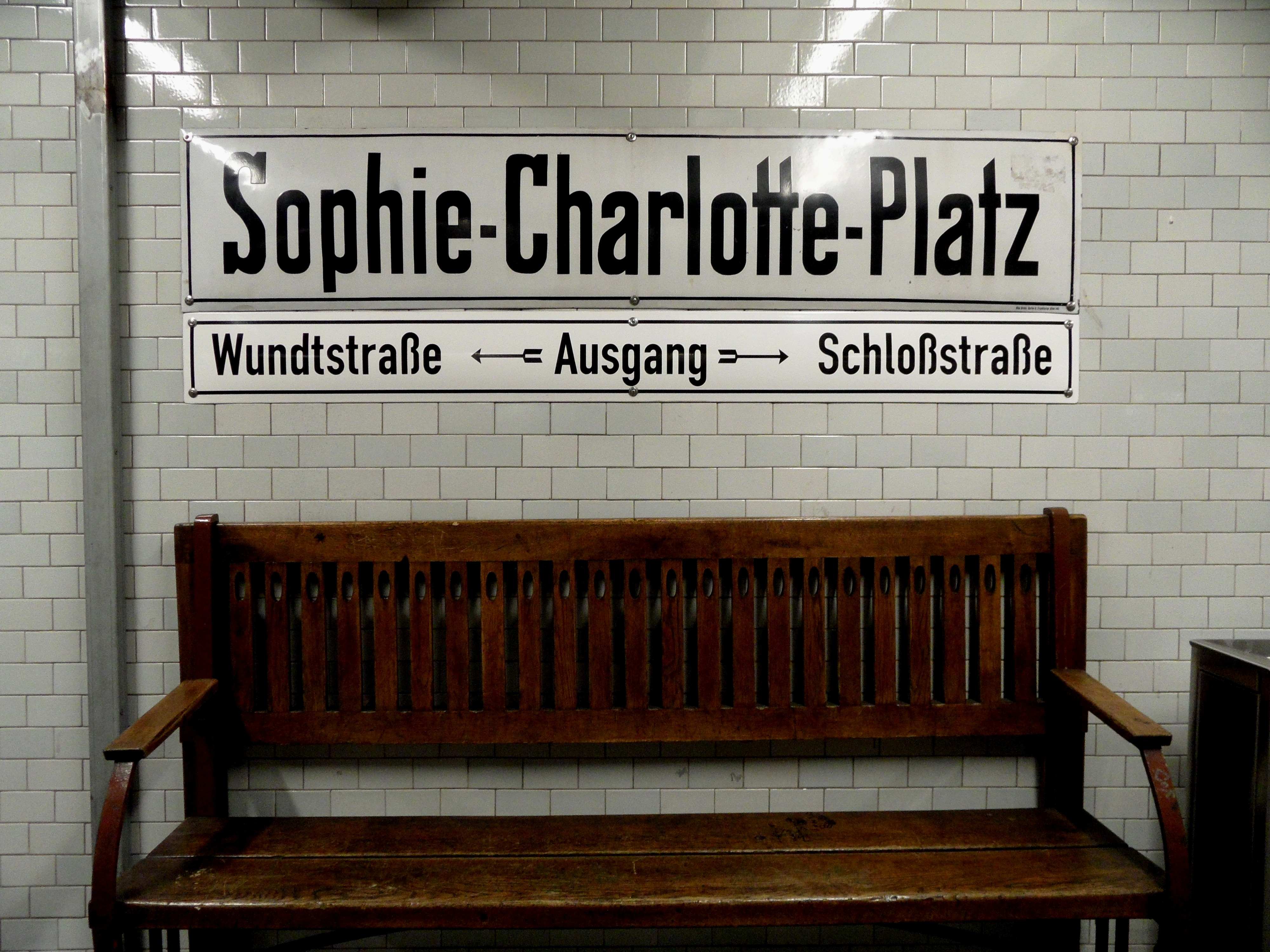
U-Bahnhof Sophie-Charlotte-Platz
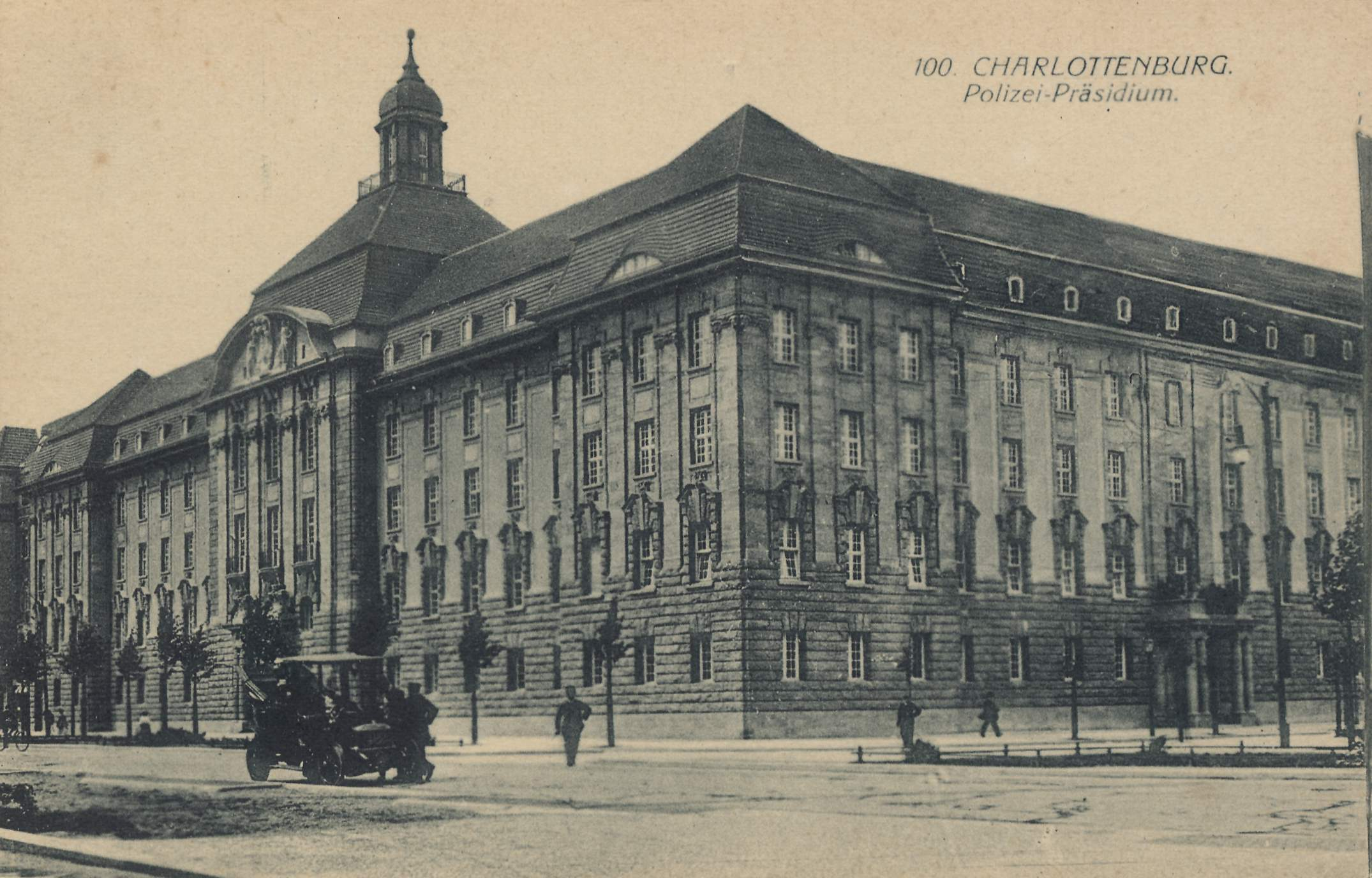
Polizeipräsidium Charlottenburg, um 1910